# 서시에라마드레 산맥

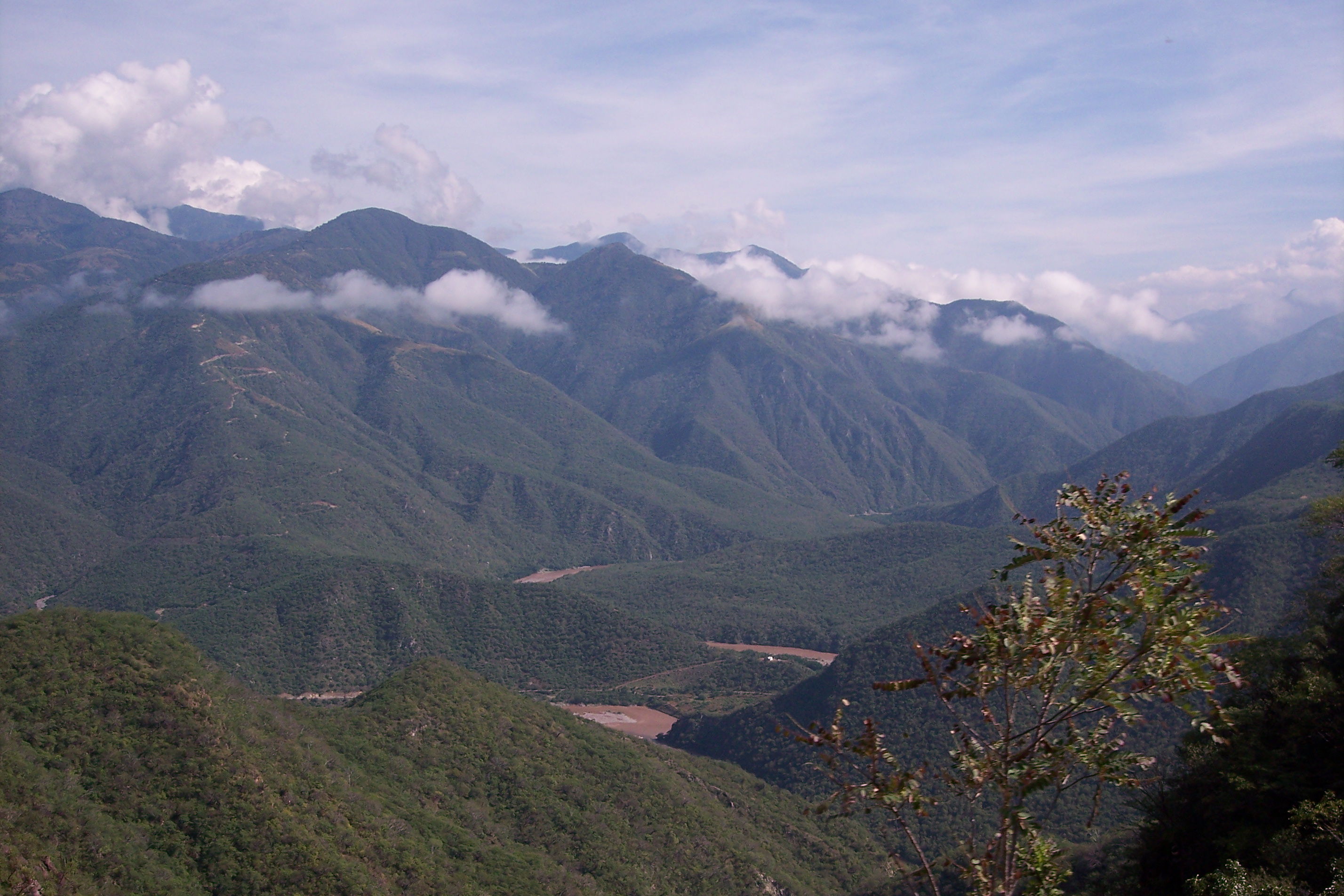
나야리트주와 할리스코주의 경계 일부를 형성하며 서시에라마드레 산맥을 통과하는 리오그란데데산티아고강

서시에라마드레 산맥(Sierra Madre Occidental)은 캘리포니아만을 따라 멕시코를 북서부에서 서부까지 종단하는 산맥이다. 흔히 아메리카 산계의 일부로 여겨지며, 길이는 약 1,500km, 최고점은 해발고도 3,300m의 세로모이노라산이다. 멕시코 북동부의 동시에라마드레 산맥과 대략 평행하게 늘어서 있다.

## 같이 보기
- 시에라마드레 산맥
- 동시에라마드레 산맥